# Boom bap
Le boom bap (parfois écrit boom-bap) est un courant musical issu du rap East Coast, ayant émergé du milieu des années 1980 au début des années 1990 notamment à New York. Il se caractérise par des rythmes à 4 temps réguliers de 90 BPM, des basses profondes et des samples.

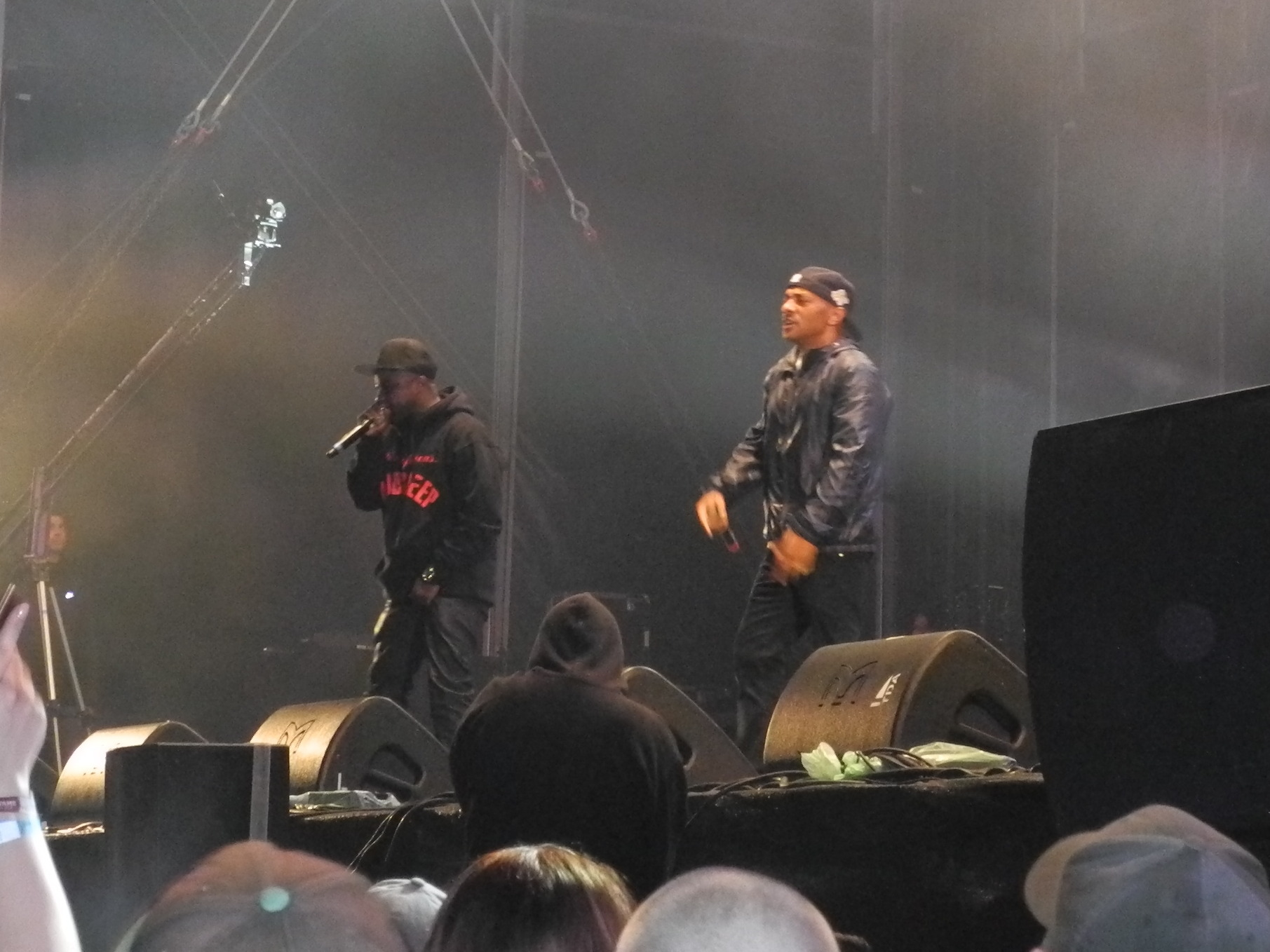
Mobb Deep

## Histoire

### Origines
Le « boom-bap » est une sous culture du mouvement Hip-Hop qui a émergé sur la côte est des états unis d’Amérique dans les années 1980. Ce terme a été utilisé pour la 1ere fois par T La rock dans les années 1984. Cet onomatopée « boom-bap » fait référence au son du kick et de la snare, il est également reconnaissable grâce à son tempo (bpm) un plus lent que les autres instrumentales de cette époque et se démarque également du fait qu’il empreinte des sonorités venant de divers horizons tel que : le jazz, la soul ou encore la funk. Une continuité du sample. En effet, ce ralentissement de tempo a apporté quelque chose de nouveau qui a pris de l’ampleur sur la côte est américaine et qui a ainsi fait briller de nouveaux artistes/groupe tel que : NWA, Nas ou le Wu-Tang Clan. Ce sous-genre a été propulsé à un autre niveau après la sortie de « Return Of the Boom-Bap » produit pas KRS-One en 1993, que l’un des piliers de la sphène New Yorkaise Notorious B.I.G considéré comme l’un de plus grands lyriciste de son temps s’est approprié ce nouveau style et qui été suivie de « Shook One’s Pt 2 » de Mobb Deep en 1995. En bref, le rap a été révolutionné. Autre que la particularité sonore de ce genre musical, il se caractérise également du fait qu’il a une connotation politique en raison des lyrics que les artistes utilisent pour pointer du doigt une situation sociale notamment dans la communauté noire américaine de cette époque-là, nous pouvons prendre pour exemple le groupe N.W.A.

### France
Le hip-hop français de la période 1990-2000 est dominé esthétiquement par l'influence de l'école new-yorkaise, et le style East Coast caractérisé par des samples de jazz ou de soul sur des rythmes réguliers de 90 BPM aussi appelé boom bap, le tout agrémenté de scratchs[réf. nécessaire]. Certains groupes y ajoutent des influences africaines ou asiatiques comme IAM notamment. L’esthétique du hip-hop français des années 2000 évolue, les scratchs sont progressivement abandonnés et on préfère au boom bap des breakbeats aux rythmiques plus rapides et saccadées, et dans des instrumentaux davantage inspirés par la musique électronique.
Le beatmaking en Europe suit à peu près la même évolution que dans le reste du monde, à la différence près que l'Europe voit un retour assez inattendu de la drill (ou UK drill), dérivé de la trap.

## Artistes notables
Les artistes hip-hop éminents qui ont incorporé le boom bap dans leur musique incluent Nas, Onyx, LL Cool J, Gang Starr, AZ, KRS-One, Mobb Deep, RA the Rugged Man, Boot Camp Clik, Wu-Tang Clan, Common, Alistar-15, A Tribe Called Quest  et The Notorious BIG. Les collectifs incluent Diggin' in the Crates Crew et Da Beatminerz.
Les producteurs clés incluent DJ Premier, Rick Rubin, Marley Marl, Buckwild, Large Professor, Pete Rock, Lord Finesse et Diamond D.